# Dans la peau (album de Camélia Jordana)
Pour les articles homonymes, voir Dans la peau (album de Kyo).
Albums de Camélia Jordana
Camélia Jordana
(2010) LOST
(2018)
Dans la peau est le nom du second album studio de la chanteuse française Camélia Jordana, sorti le 15 septembre 2014, jour de son 22e anniversaire.

## Titres
| No  | Titre                             | Paroles           | Musique                | Durée |
| --- | --------------------------------- | ----------------- | ---------------------- | ----- |
| 1.  | Comment lui dire                  | Mathieu Boogaerts | Mathieu Boogaerts      | 3:33  |
| 2.  | Dans la peau                      | Camélia Jordana   | Blair Mackichan        | 4:08  |
| 3.  | À l'aveuglette (en duo avec Babx) | Babx              | Babx                   | 3:34  |
| 4.  | Ma gueule                         | Camélia Jordana   | Camélia Jordana        | 3:59  |
| 5.  | Illégale                          | Donia Berriri     | Donia Berriri          | 3:23  |
| 6.  | Sarah sait                        | Camélia Jordana   | Babx - Camélia Jordana | 4:13  |
| 7.  | Miramar                           | Camélia Jordana   | Camélia Jordana        | 4:39  |
| 8.  | Madi                              | Alice Bouchetard  | Camélia Jordana        | 3:52  |
| 9.  | La fuite                          | Camélia Jordana   | Camélia Jordana        | 2:40  |
| 10. | J'aime l'orage                    | Camélia Jordana   | Camélia Jordana        | 2:29  |
| 11. | Jeune homme                       | Babx              | Babx                   | 3:29  |
| 12. | Berlin                            | Babx              | Babx                   | 3:09  |
| 13. | Colonel chagrin                   | Babx              | Babx                   | 3:25  |
| 14. | Brigitte dit vrai                 | Camélia Jordana   | Camélia Jordana        | 2:12  |

## Singles
À l'occasion de la sortie du nouvel album, le premier single extrait est Dans la peau, le 22 mai 2014.

## Clips vidéos
Le premier clip correspond au premier single, Dans la peau, et est publié le 12 juin 2014,.
Le 1er juillet, le clip de Ma gueule est présenté.

## Classement hebdomadaire
| Classement (2014)            | Meilleure position |
| ---------------------------- | ------------------ |
| Belgique (Wallonie Ultratop) | 29                 |
| France (SNEP)                | 15                 |
| Suisse (Schweizer Hitparade) | 70                 |